# La Tuque
La Tuque es una ciudad de la provincia de Quebec, Canadá. Es la ciudad central de la aglomeración de mismo nombre que es también un territorio equivalente a un municipio regional de condado, en la región administrativa de Mauricie. Hace parte de las circunscripciones electorales de Laviolette a nivel provincial y de Saint-Maurice−Champlain a nivel federal.

## Geografía
La Tuque se encuentra ubicada en las coordenadas 47°26′00″N 72°47′00″O / 47.43333, -72.78333. Según Statistique Canada, tiene una superficie total de 25 113,7 km² y es una de las 1135 municipalidades en las que está dividido administrativamente el territorio de la provincia de Quebec.

## Demografía
Según el censo de Canadá de 2011, había 11 227 personas residiendo en esta ciudad con una densidad poblacional de 0,4 hab./km². Los datos del censo mostraron que de las 11 821 personas censadas en 2006, en 2011 hubo una disminución poblacional de 594 habitantes (-5%). El número total de inmuebles particulares resultó de 7353 con una densidad de 0,29 inmuebles por km². El número total de viviendas particulares que se encontraban ocupadas por residentes habituales fue de 5322.